# Loch Lochy
Loch Lochy (gaelsky Loch Lochaidh) je jezero ve správní oblasti Highland v severním Skotsku. Leží 16 km jihozápadně od jezera Loch Ness v údolí Great Glen. Je 19 km dlouhé, průměrně 2 km široké a přes 200 m hluboké.

## Vodní režim
Na jihozápadě z jezera vytéká řeka Lochy. Na severovýchodě je Loch Lochy spojené Kaledonským kanálem s jezerem Loch Oich.

## Příšera
V jezeře údajně žije Lizzie, 12 m dlouhá příšera, která by měla být podobná Nessie z jezera Loch Ness.

## Okolí
Po jihovýchodním břehu jezera vede silnice č. 82 z Fort William do Inverness. Na západním břehu leží na vedlejší silnici místa Gairlochy Inn u odtoku řeky Lochy a Achnacarry u přítoku z jezera Loch Arkaig.